# A.S. Stender
Aldolph Schoubye Stender (født 3. april 1803 i Rønne, død 30. september 1862) var en dansk jurist, proprietær og politiker.
Stender var søn af købmand Jørgen Stender. Han blev student fra Rønne lærde Skole i 1823 og cand.jur. i 1833. Herefter boede i Klemensker indtil han i 1839 købte Store Gadegård i Vestermarie Sogn. Stender var formand for sogneforstanderskabet i sognet fra 1840 og medlem af Bornholms Amtsråd.
Han blev valgt som stænderdeputeret i 1847 og deltog i Østifternes Stænderforsamling i Roskilde i 1848. Han var medlem af Den Grundlovgivende Rigsforsamling valgt i Bornholms Amts 1. distrikt (Rønne).
Stender var kancelliråd.